# جوزيف إل. كيلي
جوزيف إل. كيلي (بالإنجليزية: Joseph L. Kelly) هو قاضي ومحامي أمريكي، ولد في 4 مارس 1867، وتوفي في 14 أبريل 1925.